# Craig Dirgo
Craig Dirgo ist ein US-amerikanischer Autor von Technologie-Thrillern,  Abenteuerromanen sowie nicht-fiktionalen Werken. Er begann mit seinen nicht-fiktionalen Werken als Mitautor von Clive Cussler. Bald darauf widmete er sich seinen eigenen  Romanen mit John Taft in der Hauptrolle, einem  Agenten einer fiktionalen Spionage-Behörde (National Intelligence Agency). Er verfasste mit Cussler zusammen die ersten beiden Teile der „Oregon Files“-Reihe (deutsch „Oregon-Chroniken“).
Er fungiert auch als Treuhänder der von Cussler gegründeten National-Underwater-and-Marine-Agency-Stiftung.
Dirgo wurde als Sohn eines Air Force Colonel geboren und verbrachte einen Großteil seiner Jugend auf amerikanischen und britischen Flugplätzen. Nachdem er sich für eine Sammlung von Autos im Besitz von Cussler interessiert hatte, ging er schließlich zur Arbeit für NUMA. Ab 1987 war er Special Projects Director bei mehreren Expeditionen und bleibt Treuhänder.

## Werke

### John Taft
- The Einstein Papers. 1999
- Tremors. 2006
- The Tesla Documents, 2013
- The Cristos Parchment, 2014

### Oregon Files
(mit Clive Cussler)
- Golden Buddha. 2003 (deutsch Der Goldene Buddha, Blanvalet, ISBN 978-3442361601)
- Sacred Stone. (deutsch Todesschrein, Blanvalet, ISBN 978-3442364466)

### Nicht-fiktionale Werke
(mit Clive Cussler)
- The Sea Hunters: True Adventures With Famous Shipwrecks. 1996 (deutsch Jagd am Meeresgrund. Abenteuerliche Tauchgänge zu berühmten Schiffswracks), Goldmann, ISBN 978-3572009848
- The Sea Hunters II: Diving the World's Seas for Famous Shipwrecks. 2002
- Clive Cussler and Dirk Pitt Revealed. 1998